# Maison Art Nouveau (Agen, 56 boulevard du Président-Carnot)
La maison Art nouveau, appelée aussi maison Pinètre,  est située en France à Agen, dans le département de Lot-et-Garonne en région Nouvelle-Aquitaine.

## Localisation
La maison est située 56 boulevard du Président-Carnot, à Agen, dans le département français de Lot-et-Garonne.

## Historique
La maison a été construite par les architectes Éphraïm Pinètre et Édouard Payen. Si Édouard Payen est un architecte connu à Agen car il est le fils de Léopold Payen et appartient à une dynastie d'architectes locaux, par contre, Éphraïm Pinètre est pratiquement inconnu. Les deux architectes ont réalisé ensemble plusieurs maisons. Par exemple sur le même boulevard, la maison au no 87 et la maison du no 104. Éphraïm Pinètre a aussi construit en 1902 la maison située au no 32 boulevard du Président-Carnot, une maison à Penne-d'Agenais au no 20 avenue de la Libération, où il a mélangé le style Art nouveau avec le style néo-gothique. En 1903 il a restauré l'église de Tombebœuf. Il a aussi construit une maison à Laroque-Timbaut dans le style néo-gothique.
L'édifice est inscrit au titre des monuments historiques le 7 décembre 2000.

## Description
Le style Art nouveau se caractérise par l’asymétrie, l’utilisation de lignes courbes et la richesse des décors, en particulier l'utilisation de motifs floraux. Ce style a été répandu en France par Hector Guimard et le décorateur Émile Gallé.

Edifice à trois niveaux. L'extérieur de la maison rassemble des éléments décoratifs du style organique de l'Art nouveau. 